# La Vie devant soi (film, 1977)
Pour les articles homonymes, voir La Vie devant soi  (homonymie).
Pour plus de détails, voir Fiche technique et Distribution.
La Vie devant soi est un film français réalisé par Moshé Mizrahi et sorti en 1977. Il est adapté du roman La Vie devant soi (prix Goncourt 1975)  écrit par Romain Gary sous le pseudonyme d'Émile Ajar.

## Synopsis
Madame Rosa (Simone Signoret), une ex-prostituée juive, habite dans le quartier de Belleville à Paris. Elle élève les enfants d'autres prostituées moyennant le versement d'une pension, dans un quartier où se côtoient arabes, noirs et juifs. Un lien affectif particulier la lie au plus âgé de ses pensionnaires, un petit garçon d'origine algérienne nommé Momo. Celui-ci va l'aider à demeurer chez elle alors qu'elle devient malade et dépendante.

## Fiche technique
- Titre : La Vie devant soi
- Réalisation : Moshé Mizrahi
- Scénario : Moshé Mizrahi d’après le roman d’Émile Ajar (Romain Gary)
- Musique : Philippe Sarde, Dabket Loubna
- Assistants réalisateur : Tony Aboyantz, Emmanuel Fonlladosa
- Directeur de la photographie : Nestor Almendros
- Ingénieurs du son : Jean-Pierre Ruh, Georges Prat
- Perchman : Louis Gimel
- Décorateur : Bernard Evein
- Costumes : Jacques Fonteray
- Monteuse : Sophie Coussein
- Pays de production :  France
- Producteurs : Jean Bolvary, Roland Girard, Raymond Danon
- Producteur exécutif : Ralph Baum
- Directeur de production : André Hoss
- Société de production : Lira Films (Paris)
- Distributeurs d'origine : Columbia Pictures et Warner Bros. Pictures
- Format : couleur par Eastmancolor — 1,66:1 — Son monophonique — 35 mm
- Genre : drame
- Durée : 95 minutes
- Date de sortie : France : 2 novembre 1977
- Affiche : Jouineau Bourduge (France)

## Distribution
- Simone Signoret : Madame Rosa
- Samy Ben Youb : Momo (Acteur français, n’a tourné que dans ce seul film)
- Michal Bat-Adam (en) : Nadine
- Gabriel Jabbour : M. Hamil
- Geneviève Fontanel : Maryse
- Bernard Lajarrige : M. Charmette
- Mohamed Zinet : Kadir Youssef
- Elio Bencoil : Moïse
- Stella Annicette : Madame Lola
- Abder El Kebir : Mimoun
- Claude Dauphin : Dr. Katz
- Costa-Gavras : Ramon
- Vincent Hua : Michel
- Math Samba : Walloumba
- Ibrahim Seck : N'Da Ameder
- Théo Légitimus : Monsieur Boro
- Bernard Eliazord : Banania

## Distinctions
- Oscar du meilleur film en langue étrangère 1978
- Simone Signoret : « César de la meilleure actrice » César du cinéma 1978
- Bernard Evein : Nomination catégorie « Meilleur décor » César du cinéma 1978
- Jean-Pierre Ruh : Nomination catégorie « Meilleur son » César du cinéma 1978